# Tumuli van Bonlez
De Tumuli van Bonlez zijn twee Gallo-Romeinse grafheuvels bij Bonlez in de Belgische provincie Waals-Brabant in de gemeente Chaumont-Gistoux. De tumuli liggen ten zuidoosten van het dorp in het Bois de Bonlez.